# Spoorlijn Zohor – Plavecký Mikuláš
De spoorlijn Zohor-Plavecký Mikuláš met lijnnummer 112 is een enkelsporige lijn in de regio Bratislava, in het westen van Slowakije.

## Ligging
De lijn is gelegen tussen  de Kleine Karpaten en het militair oefengebied in Záhorie. Ze verbindt de gemeenten Zohor en  Plavecký Mikuláš en is niet geëlektrificeerd. Dr lijn heeft een lengte van ruim 35 kilometer en de hoogst toegelaten snelheid is 60 tot 70 km/uur, afhankelijk van het parcours.

## Geschiedenis
De spoorlijn werd aangelegd ten tijde van het Koninkrijk Hongarije en het spoor werd in dienst gesteld op 15 november 1911, samen met de lijn Zohor - Záhorská Ves.
Ingevolge de Eerste Scheidsrechterlijke Uitspraak van Wenen werd in 1938 een deel van het grondgebied van de Eerste Slowaakse Republiek afgestaan aan Hongarije. Van de oorspronkelijke vijf lijnen die met Bratislava waren verbonden, bleef tijdens de Tweede Wereldoorlog nog alleen de lijn Bratislava - Trnava over, op het grondgebied van de Slowaakse Republiek. Bijgevolg werden in Slowakije in oorlogstijd plannen gemaakt om spoorlijn 112 naar Považie te verlengen. Zodoende zou men de overbelaste Kúty-Trnava-lijn kunnen ontlasten. Dit project werd echter in 1947 weer stopgezet na het herstel van de Derde Tsjecho-Slowaakse Republiek.
In verband met de bouw van een cementfabriek in Rohožník en de daaruit voortvloeiende groeiende behoefte aan goederentreinen, werd in de jaren 1970 station Rohožník gerenoveerd en de spoorlijn 112 tussen Zohor en Rohožník gemoderniseerd.

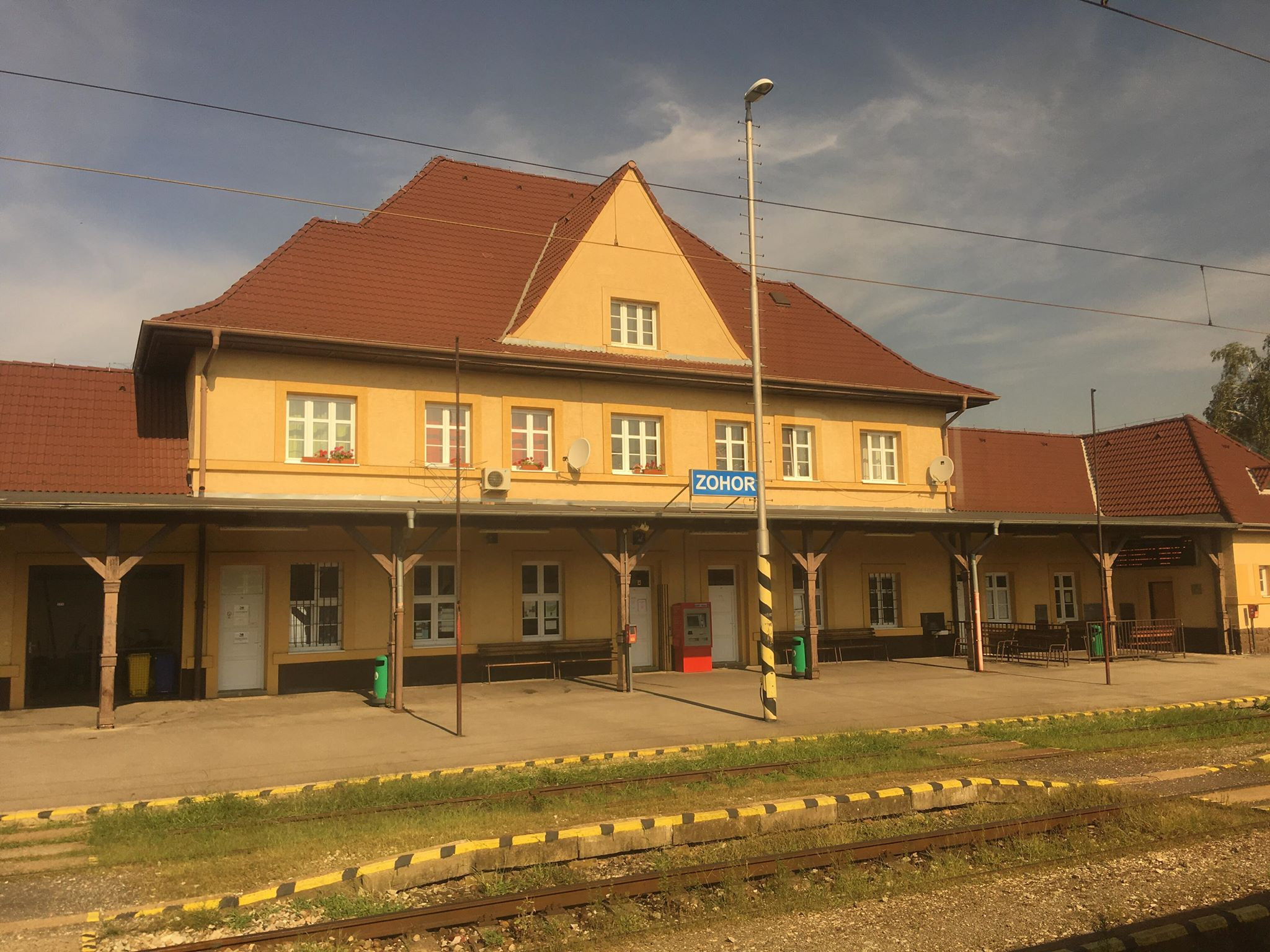
Station Zohor

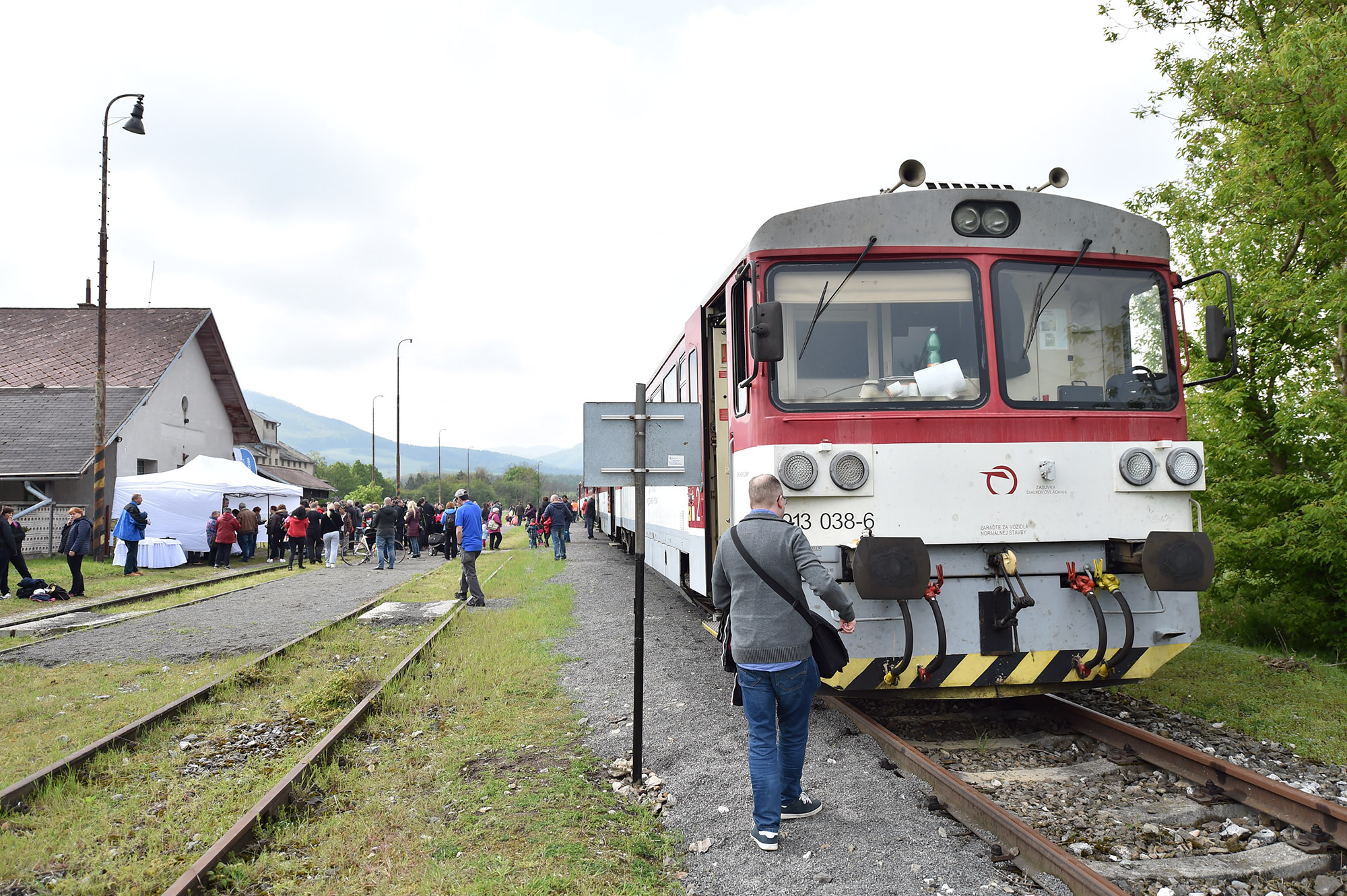
Station Plavecké Podhradie

Op 2 februari 2003 werd het verkeer van passagierstreinen opgeschort. Vanaf eind 2003 tot januari 2005 werden door de private onderneming BRKS toch nog toeristentreinen ingelegd maar nadien werd het reizigersverkeer volledig stopgezet.
Het vrachtvervoer bleef behouden voor:
- de cementfabriek in Rohožník
- de militaire luchthaven van Kuchyňa
- het vervoer van ruw hout in Plavecký Mikuláš en Rohožník.[1]

In 2017 reden er van 29 april tot 1 oktober, tijdens het weekend, tussen Zohor en Plavecké Podhradie twee paar ZSSK-passagierstreinen. Deze werden in hoofdzaak door toeristen gebruikt.

## Stations en stopplaatsen

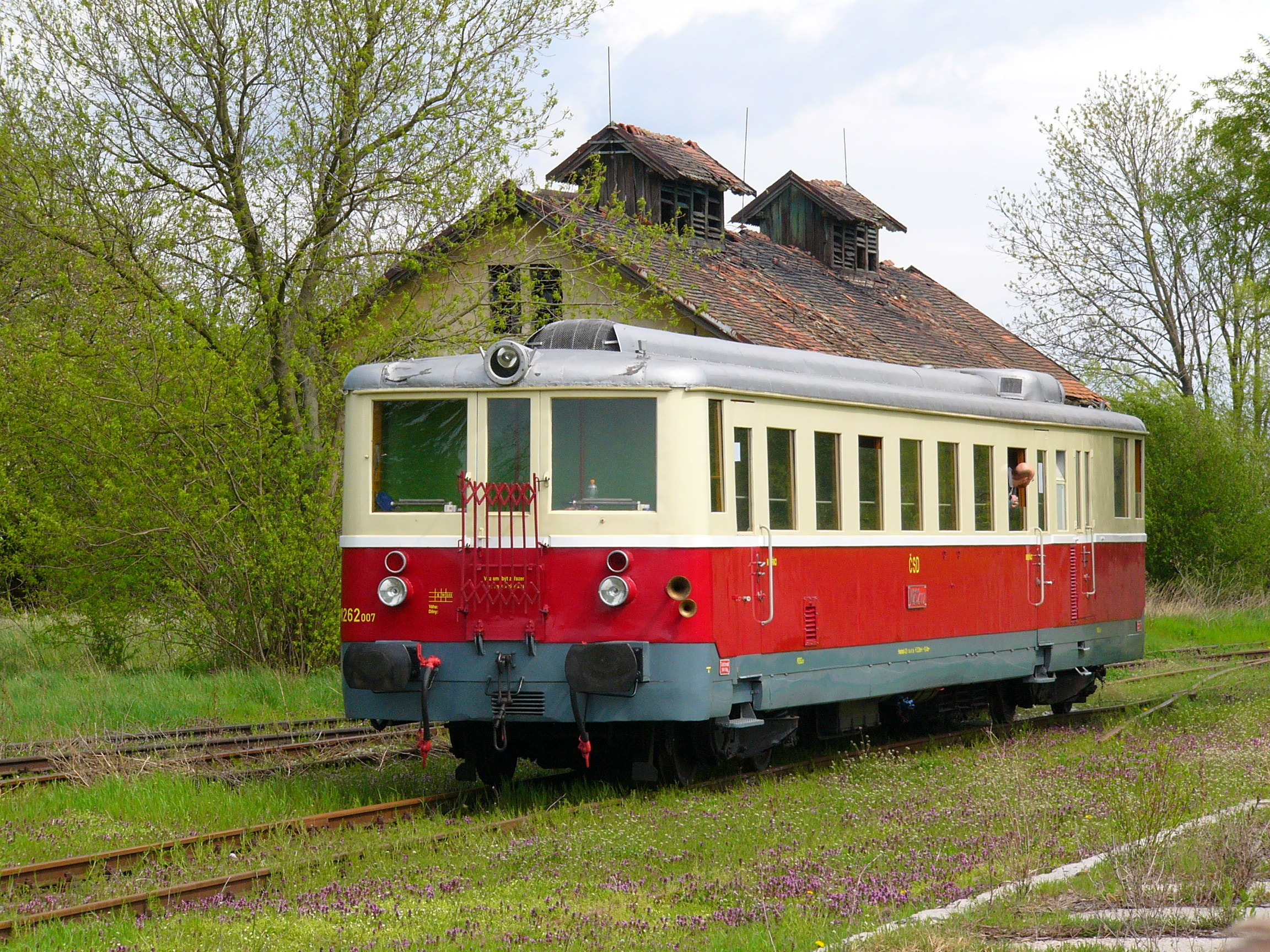
Station Plavecký Mikuláš.
Dieselmotorwagen in 2008.

- Zohor

Vertakking naar de lijnen:
- 110 (Bratislava – Břeclav)
- 113 (Zohor – Záhorská Ves)

- Lozorno
- Jablonové
- Pernek pri Zohore
- Kuchyňa
- Rohožník (Verkeersleiding)
- Sološnica
- Plavecké Podhradie
- Plavecký Mikuláš